# Covid19-zárlat

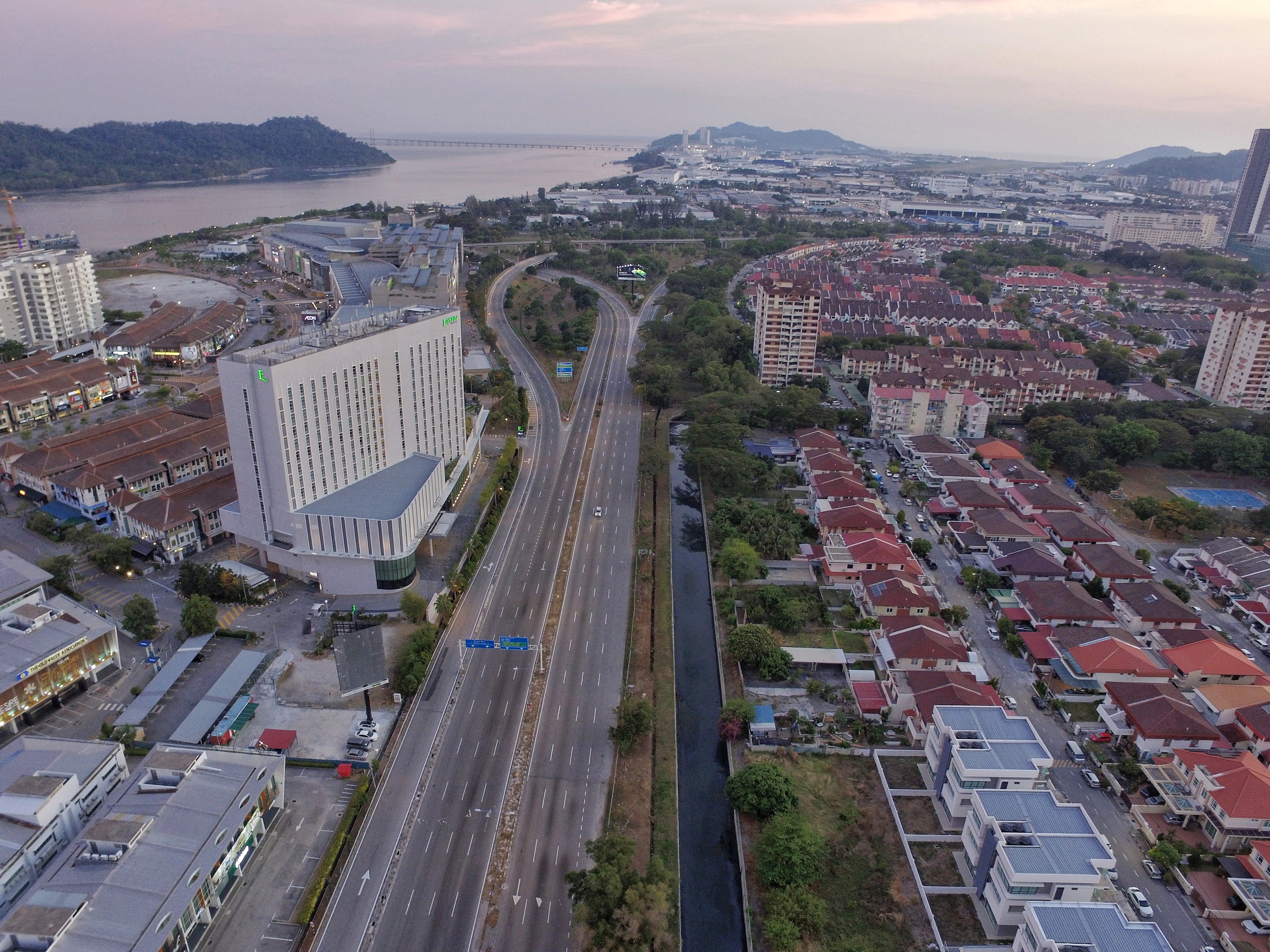
Egy általában zsúfolt autópálya a malajziai Pinangban, amely a forgalomkorlátozási rendelet idején teljesen kihalt volt

A Covid19-világjárvány miatt a világ számos országában és területén számos nem gyógyszeres beavatkozást vezettek be, amelyeket a köznyelvben elzárásoknak neveznek (beleértve az otthonmaradási tilalmat, kijárási tilalmat, karantént, kordonokat és hasonló társadalmi korlátozásokat). Ezeket a korlátozásokat azzal a szándékkal hozták létre, hogy csökkentsék a SARS-CoV-2, a Covid19-et okozó vírus terjedését. 2020 áprilisára a világ lakosságának mintegy fele valamilyen formában zárlat alatt állt, több mint 90 országban vagy területen több mint 3,9 milliárd embert kért vagy rendelt el a kormánya, hogy maradjon otthon. Bár hasonló járványvédelmi intézkedéseket már több száz éve alkalmaznak, a 2020-as években végrehajtott intézkedések mértéke példa nélkülinek számít.
Kutatások és esettanulmányok kimutatták, hogy a kijárási tilalmak általában hatékonyan csökkentették a Covid19 terjedését, tehát ellaposították a görbét. Az Egészségügyi Világszervezet ajánlása a kijárási tilalmakra és a bezárásokra vonatkozóan az, hogy ezek nagyon rövid, rövid távú intézkedések legyenek az átszervezés, átcsoportosítás, az erőforrások újbóli kiegyensúlyozása és a kimerült egészségügyi dolgozók védelme érdekében. A korlátozások és a normális élet közötti egyensúly megteremtése érdekében a WHO a világjárványra adott válaszlépéseket ajánlja, amelyek a szigorú személyi higiéniából, a hatékony kapcsolatfelvételből és a betegség esetén történő elkülönítésből állnak.
Sok közegészségügyi szakértő és közgazdász támogatta a korlátozásokat, arra hivatkozva, hogy nagyobb hosszú távú költségekkel jár, ha hagyják, hogy a betegség ellenőrizetlenül terjedjen. A pandémiás korlátozásoknak egészségügyi, társadalmi és gazdasági hatásai voltak, és egyes területeken tiltakozásba ütköztek.

## Hatékonyság
Több kutató a modellezés és a bemutatott példák alapján arra a következtetésre jutott, hogy a zárlatok hatékonyan csökkentik a Covid19 terjedését és az általa okozott halálesetek számát. A zárlatok a leghatékonyabbnak akkor tekinthetők a Covid19 közösségi terjedésének, az egészségügyi költségeknek és a haláleseteknek a megfékezésében vagy megelőzésében, ha korábban, nagyobb szigorral hajtják végre, és ha nem szüntetik meg túl korán..
A lezárások Covid19 halálozásra gyakorolt hatásának mértékét illetően nem egységes a vélemény(p62): A Johns Hopkins Egyetem közgazdászai által készített szisztematikus felülvizsgálat arra a következtetésre jutott, hogy a lezárásoknak az iránymutatásokkal vagy orvosi tanácsadással ellentétben alig vagy egyáltalán nem volt hatásuk a Covid19 halálozásra(p40): A szerzők a korábbi áttekintéshez képest eltérő megállapításokat annak tulajdonítják, hogy az modellező tanulmányokat is bevont.
A terjedést vizsgáló tanulmány, amely a leggyakoribb tünetek, például az íz- és szaglásvesztés vizsgálatán alapult Franciaországban, Olaszországban és az Egyesült Királyságban, a legerősebb elzárással rendelkező országokban (Olaszországban és Franciaországban) az új tünetek jelentős csökkenését mutatta ki már néhány nappal az elzárás megkezdése után. Az Amerikai Egyesült Államokban kitört világjárványra vonatkozó modellezés azt sugallta, hogy "a világjárvány szinte teljesen megakadályozta volna a jelentős terjedést, ha az elzárási intézkedéseket két héttel korábban hajtják végre", és hogy a második hullám kevésbé lett volna súlyos, ha az elzárás további két hétig tart.
A 2020 elején Hupejben bevezetett szigorú zárlat hatásosnak bizonyult a Covid19 járvány megfékezésében Kínában. A megbetegedések és halálesetek viszonylag magas számát Svédországban, amely a világjárvány alatt a társadalom nagy részét nem korlátozta, összehasonlítva a hasonló demográfiai helyzetű szomszédos országokkal, Norvégiával, Dániával és Finnországgal, amelyek zárlatot vezettek be, legalább részben ennek a politikai különbségnek tudható be. Hasonlóképpen, az ausztrál adatokon alapuló modellezés arra a következtetésre jutott, hogy a szigorú elzárással elért nulla közösségi átvitel csökkenti az egészségügyi és gazdasági költségeket a kevésbé szigorú intézkedésekhez képest, amelyek lehetővé teszik az átvitel folytatását, és arra figyelmeztetett, hogy a korlátozások korai enyhítése nagyobb költségekkel jár.. Ezt a "zéró közösségi átvitel" megközelítést Ausztráliában is elfogadták, és Victoria államban egy Melbourne-i járvány kitörésekor egy négy hónapos szigorú zárlat, más intézkedésekkel kombinálva, 2020-ban megakadályozta egy szélesebb körű járvány kitörését az országban. Új-Zéland és Vietnám szintén "Zero-COVID" stratégiát fogadott el 2020 folyamán, amely célzott zárlatokat tartalmazott.
A nagymértékben fertőző SARS-CoV-2 Delta variáns 2021-es megjelenése arra késztetett néhány kommentátort, hogy bár a lezárások továbbra is csökkentik a Covid19 terjedését, kevésbé hatékonyak a megfékezésében. Az Ausztráliában és Vietnámban a Delta járványok kitörésére válaszul végrehajtott lezárások kevésbé bizonyultak hatékonynak a megfékezésben, mint a korábbi lezárások más változatok terjedése ellen.

## Önkéntes kontra kötelező korlátozások

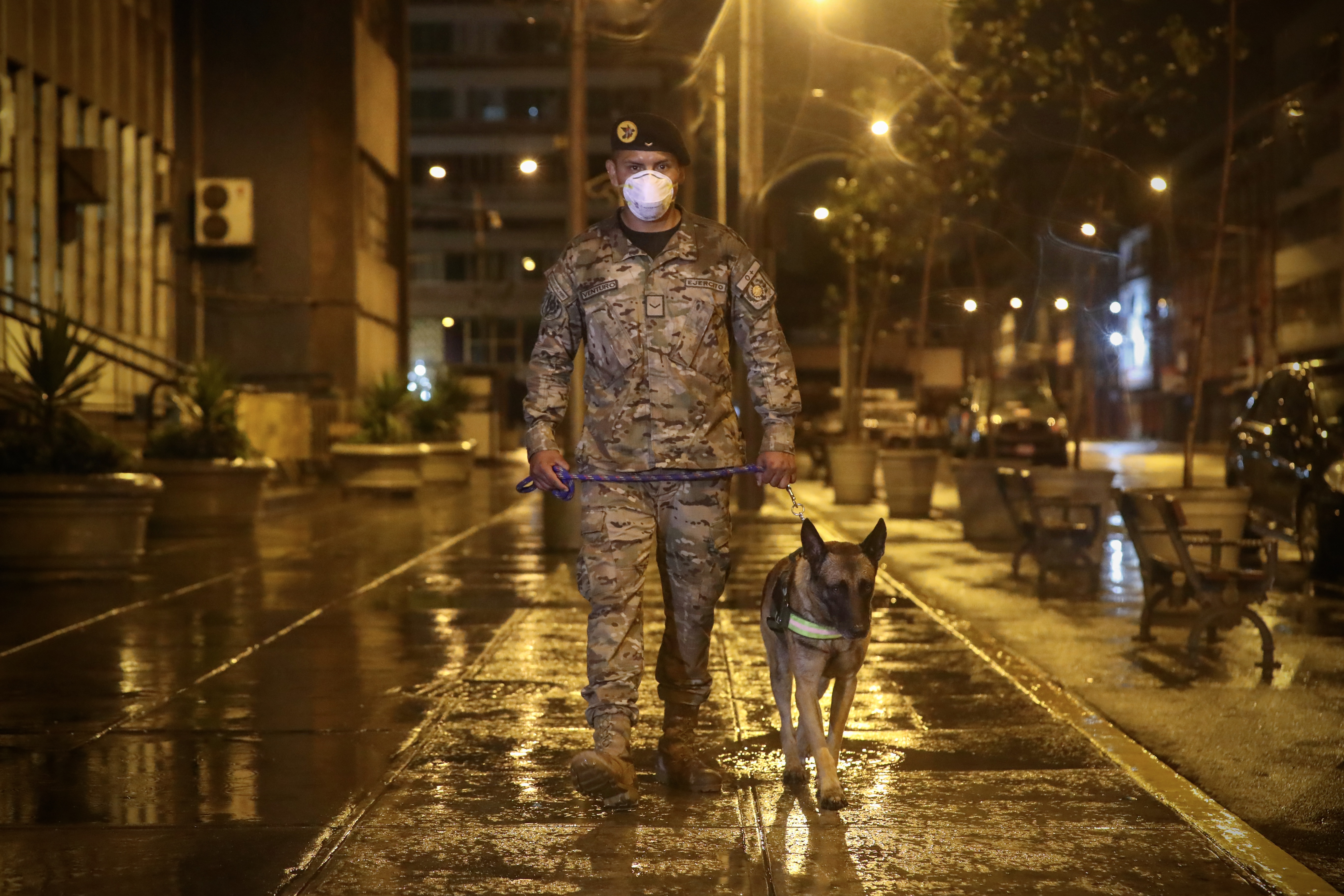
A perui hadsereg egyik tagja rendőrkutyával a kijárási tilalom idején 2020. március 31-én, a COVID-19 világjárvány idején Peruban

Egy, a Chicagói Egyetem közgazdásza által vezetett tanulmány szerint az önkéntes zárlatoknak kevés hatása volt, az önkéntes távolságtartás a fogyasztói forgalom csökkenésének közel 90%-át tette ki, mivel az emberek magától a vírustól tartottak. Hasonlóképpen, a National Bureau of Economic Research tanulmánya szerint az otthonmaradási parancsok csak 5-10%-kal növelték az otthonmaradást. Egy másik, a Yale Egyetem által készített tanulmány szerint a társadalmi távolságtartás nagy része önkéntes volt, amit elsősorban a "megbetegedésekről és halálozásról szóló médiatudósítás" okozott.
Másrészt egyes tanulmányok azzal érveltek, hogy a kényszerítő intézkedések valószínűleg csökkentették az interakciókat, miközben elfogadták, hogy a csökkenés nagy része önkéntes lehetett. E két tanulmány közül az egyiket, Flaxman és társai tanulmányát többek között azért kritizálták, mert országspecifikus kiigazító tényezőt tartalmazott, amely nélkül a modell Svédországra vonatkozóan hatalmas számú halálesetet jósolna. Az egyik széles körben idézett gazdasági szimuláció, amely azt állította, hogy a helyben maradás elrendelése háromszorosára csökkentette az összes esetet, azonban az önkéntes távolságtartást állandónak tartotta. Egy másik tanulmány 30%-os különbséget talált a határ menti megyék között, ahol helyben maradás elrendelésére került sor.
Egy másik tanulmány, amely összehasonlította a "kevésbé korlátozó beavatkozások" hatását a Covid19 terjedésére Svédországban és Dél-Koreában, valamint a kötelező otthonmaradási rendeletekét 8 másik országban, például Franciaországban és Spanyolországban, nem talált bizonyítékot arra, hogy a több korlátozást alkalmazó országokban nagyobb mértékű volt a betegség visszaszorítása, azonban a tanulmány megállapításait számos korlátozása miatt megkérdőjelezték, többek között az országok kis mintanagysága miatt.
Egyes kutatások azt is megállapították, hogy a "tanácsadói" megközelítés nem megfelelő a Covid19 járványok megfékezésére. Egy észak-olaszországi járvány kitörésének elemzése azt találta, hogy a közösségi terjedés hatékony csökkenése a szigorú nemzeti zárlat során következett be, és hogy a korábbi, kevésbé szigorú intézkedések nem voltak hatékonyak a mobilitás olyan alacsony szintre való csökkentésében, amely elegendő lett volna a Covid19 terjedésének mérsékléséhez.
A világjárvány kezdete óta a Google folyamatosan gyűjtött adatokat a mozgásokról, amelyek a lakossági aktivitás gyors csökkenését mutatták jóval a jogi korlátozások bevezetése előtt. 2020 áprilisában egy felmérés szerint az amerikaiak 93%-a önként csak akkor hagyta el az otthonát, ha szükséges, függetlenül a jogi korlátozásoktól.

## Fogadtatás
Egy 2021. februári, 348 cikket vizsgáló áttekintés arra a következtetésre jutott, hogy elismerik a nem gyógyszeres beavatkozások fontosságát a Covid19 terjedésének megfékezésében. Ugyanakkor a jelenlegi kutatások a magas társadalmi költségeket is elismerik, bár kevesebbet, mint amennyibe a világjárvány enyhítés nélküli terjedése került volna.